# Hamopontonia
Hamopontonia är ett släkte av kräftdjur. Hamopontonia ingår i familjen Palaemonidae.
Kladogram enligt Catalogue of Life:
| Hamopontonia | \| \| Hamopontonia corallicola \| \| \| \| \| \| Hamopontonia essingtoni \| \| \| \| |
|              | \| \| Hamopontonia corallicola \| \| \| \| \| \| Hamopontonia essingtoni \| \| \| \| |
|              | Hamopontonia corallicola                                                             |
|              |                                                                                      |
|              | Hamopontonia essingtoni                                                              |
|              |                                                                                      |